# توموري كوسونوكي
توموري كوسونوكي (باليابانية: 楠木ともり) مؤدية اصوات ومغنية يابانية. بدأت مسيرتها بالاداء عام 2017 وحصلت على أول دور رئيسي لها في نفس السنة.

## حايتها
ولدت توموري في طوكيو في 22 كانون الأول/ديسمبر 1999. أصبحت مهتمة بالترفيه في سن مبكرة؛ عندما كانت في الثالثة من عمرها، بدأت في تلقي دروس العزف على البيانو. وكانت أيضًا عضوًا في الفرقة الموسيقية بمدرستها خلال سنوات دراستها الإعدادية، وعضوًا في نادي الموسيقى الخفيفة خلال سنوات دراستها الثانوية. وكانت أيضًا رئيسة مجلس الطلاب في مدرستها الإعدادية.
خلال سنتها الثانية في المدرسة الإعدادية، أصبحت مهتمة بالأنمي. لقد أعجبتها بشكل خاص مسلسل كوباتو، واداء الصوت للشخصية الرئيسية بواسطة كانا هانازاوا. ألهمها هذا لتصبح مؤدية أصوت. قررت المشاركة في اختبار أداء أجرته وكالة Sony Music Artists. نظرًا لأنها شعرت أنه سيكون من الصعب اجتياز اختبار التمثيل الصوتي ما لم تكن لديها خبرة أكبر، فقد قامت بدلاً من ذلك باختبار الأداء كمغنية. وانتهى بها الأمر بالحصول على الجائزة الخاصة في المسابقة.
ظهرت توموري لأول مرة كممثلة صوتية في عام 2017، حيث لعبت دورًا ثانوي في مسلسل الأنمي إرومانغا سينسي. في يونيو 2017، تم تعيينها في أول دور رئيسي لها بدور كيرارا في لعبة الهاتف المحمول Kirara Fantasia. في عام 2018، ادت دور شخصية هازوكي كاغيمورا، بطلة مسلسل الأنمي Märchen Mädchen. لعبت دور لين في مسلسل الأنمي سورد آرت أونلاين ألترنيتيف: غان غيل أونلاين، وغنيت أيضًا اغنية النهاية للانمي. وفي نفس العام، أصبحت أيضًا جزءًا من مشروع كونامي لمزيج الوسائط المسمى BandMeshi♪، حيث قامت بأداء صوت عازف الغيتار يوكازي تسويوري. في وقت لاحق من ذلك العام، ادت دور سيتسونا يوكي في Love Live!. وفي عام 2019 لعبت دور ميليدا أنجل في مسلسل الأنمي التلفزيوني أساسينز برايد. قامت أيضًا بأداء اغنية النهاية للمسلسل.
في عام 2020، ظهرت توموري لأول مرة كفنانة منفردة ضمن Sacra Music. أول أسطوانة مطولة لها، "Hamidashimono"، وهي اغنية النهاية لـغير الكفوء في أكاديمية الملك الشيطان.
في عام 2021، تم تشخيص إصابة توموري باضطراب خلقي جعلها تميل إلى الشعور بالألم والخدر عند الرقص والأنشطة الشاقة الأخرى التي تتضمن حركات كبيرة. ولهذا السبب، امتنعت توموري عن أي أنشطة تتضمن حركات بدنية كبيرة سواء في أنشطتها الفردية أو أي عروض شاركت فيها.
في عام 2022، تم التأكد من تشخيص إصابة توموري بمتلازمة إيلرز دانلوس. واعلن الموقع الرسمي لأنمي Love Live! أنها ستتقاعد من أداء صوت سيتسونا يوكي ونانا ناكاجاوا في 31 مارس 2023، بسبب صعوبة مشاركتها في العروض المسرحية.

## اعمالها

### مسلسلات أنمي
- إرومانغا سينسي (2017) - طالبة مدرسة
- فقط لأن! (2017) - عضو في نادي البث
- رحلة الفتاتين الأخيرة (2017) - طالبة مدرسة
- صغار الحيتان يغنون في الرمال (2017) - سوزو
- سلو ستارت (2018) - ميكي توكورا
- سورد آرت أونلاين ألترنيتيف: غان غيل أونلاين (2018) - لين
- حياة سايكي كيه الكارثية (2018) - الخادمة
- غابة البيانو (2019) - ايميلي
- أساسينز برايد (2019) - ميلدا انجل
- شوجو كاجيكي ريفوي ستارلايت (2019) - تاماو توموي
- يوغي يو! سيفينز (2020) - رومين كيريشيما
- غير الكفوء في أكاديمية الملك الشيطان (2020) - ميشا نيكرون
- ديكا دينس (2020) - ناتسومي
- رحلات الساحرة (2020) - سيلينا
- وندر ايغ بريوريتي (2021) - نيرو انومي، ايرو انومي
- كيمونو جيهين (2021) - موموكا كاغا
- سيري جينسوكي: سجلات الروح (2021) - لطيفة
- موف-لوف (2021) - سوميكا كاغامي
- السينباي الخاص بي مزعج (2021) - فوتابا اغاراشي
- أهارين صعبة الفهم (2022) - هاناكو ساتو
- يوغي يو! : غو راش !! (2022) - روفيان كيريشيما
- رجل المنشار (2022) - ماكيما
- إلى أبدك (2022) - هيسامي
- تايغر آند باني (2022) - القط السحري/ لارا تاسيكوساكايا
- باستارد!! (2022) - تاي نوتو يوكو
- فصل التجسس (2023) - انيتا
- دارك غاذرينغ (2023) - يوكو ناكيري
- جندي مقيد (2024) - اوبا واكورا
- ماشيل (2024) - تسورارا هاليستون

### أفلام
| السنة | العنوان               | الدور     |
| ----- | --------------------- | --------- |
| 2019  | سيتي هانتر            | فتاة شابة |
| 2025  | رجل المنشار: آرك ريزي | ماكيما    |

### العاب فيديو
- سورد آرت أونلاين (2018) - لين
- لوف لايف! سكول أيدول فستيفل (2018) - سيتسونا يوكي
- مونستر سترايك (2019) - جيتو زيجي، ريغولوس، نيبانجيياكوجي
- أزور لين (2019)
- دراغون كويست (2019) - سيرافي
- مسعى التنين 10 (2020) - سيرافي
- سيري جينسوكي: سجلات الروح (2021) - لطيفة
- آيدولي برايد (2021) - ساتومي هاشيموتو
- إعادة تجسيدي في هيئة هلام (2021) - شينشا
- موف-لوف (2021) - سوميكا كاغامي
- مونستر هنتر رايز (2022) - تشيتشاي

## روابط اضافية
- توموري كوسونوكي على موقع ميوزك برينز (الإنجليزية)
- توموري كوسونوكي على موقع قاعدة بيانات الفيلم (الإنجليزية)